# Курченко, Сергей Витальевич
Серге́й Вита́льевич Ку́рченко (укр. Сергій Віталійович Курченко; род. 21 сентября 1985, Харьков, Украинская ССР, СССР) — украинский предприниматель. Владелец группы компаний «Газ Украина», медиахолдинга UMH Group; владелец и президент футбольного клуба «Металлист Харьков», председатель наблюдательного совета ГК «ВЕТЭК». В 2014 году с состоянием в $266 млн входил в сотню самых богатых украинцев. За 2014 год его капиталы уменьшились на 89 %. После смены власти в феврале 2014 года покинул Украину и перебрался в Россию.
С 21 апреля 2022 года находится под персональными санкциями Европейского союза, Великобритании и ряда других стран «за роль в подрыве территориальной целостности Украины».
Кандидат юридических наук (2013).

## Биография
Родился 21 сентября 1985 года в Харькове на Салтовке. Учился в 122 школе.
В 2002—2008 годах обучался в Национальном техническом университете «Харьковский политехнический институт», получил квалификацию бакалавра по специальности «Учёт и аудит», полное высшее образование — по специальности «Интеллектуальная собственность». В 2009—2011 годах получил второе высшее образование в Национальном университете «Юридическая академия Украины имени Ярослава Мудрого», специальность — «Правоведение».
По собственному признанию, работать начал в 15 лет курьером в компании «Экспогаз», где быстро сделал карьеру, став заместителем коммерческого директора. В официальной биографии отмечается, что в «Экспогазе» Сергей Курченко организовал подразделение мелкооптовой торговли сжиженным газом. Опыт работы помог ему написать дипломную работу, тема которой — «Бизнес-план инновационного проекта на примере ДП „Экспогаз“».
C апреля 2013 года числился старшим преподавателем кафедры гражданско-правовых отношений в институте права и массовых коммуникаций Харьковского университета внутренних дел, где летом 2013 года защитил диссертацию на тему «Договор поставки природного газа через присоединённую сеть» и стал кандидатом юридических наук.
В 2004 или 2005 году начал заниматься предпринимательством в сфере недвижимости, вложив в него $200 тысяч — накопления и кредиты. В 2008 году его дело, теперь уже связанное с торговлей нефтепродуктами, имело оборот в $300 миллионов в год.

### Группа компаний «Газ Украина»
Считается, что в 2009 году Сергей Курченко создал группу компаний «Газ Украина 2009». Сама группа заявляла, что была основана в 2003 году, а Курченко не занимал в ней никаких должностей. Однако, когда в конце 2012 года группа приобрела харьковский футбольный клуб «Металлист», его президентом и владельцем стал именно Сергей Курченко.
В состав группы «Газ Украина 2009» вошли десятки компаний разного профиля, однако основой бизнеса оставалась торговля сжиженным газом и нефтепродуктами, также развивалась сеть заправок.
В конце 2012 года группа контролировала на территории Украины 150 АЗС, планируя в течение года-двух увеличить их число до 700, а также около 18 % украинского рынка сжиженного газа, с намерением за год увеличить свою долю до 20 %. В начале 2013 года сообщалось, что годовой оборот группы компаний составлял около 10 миллиардов долларов.
В январе 2013 года депутат Верховной рады Украины Юрий Сиротюк («Свобода») потребовал проверить группу компаний из-за публикаций в СМИ, согласно которым «Газ Украина 2009» якобы де-факто монополизировала рынок сжиженного газа в стране с использованием нелегальных схем. В марте 2013 года были опубликованы результаты проверки, в ходе которой никаких нарушений со стороны группы компаний выявлено не было.

### ВЕТЭК
23 февраля 2013 года пресс-служба группы компаний «Газ Украина 2009» объявила об объединении энергетических активов в группу компаний «Восточноевропейская топливно-энергетическая компания» (ВЕТЭК). В состав новой группы помимо иных компаний входят две основные компании — ООО «ВЕТЭК» и ООО «ВЕТЭК.» (названия отличаются только точкой в конце; в пресс-службе ВЕТЭК объяснили это желанием «исключить возможные несанкционированные использования названия»). Сам Курченко в структуре ВЕТЭК занял должность председателя наблюдательного совета.
26 февраля 2013 года стало известно, что «Газ Украина 2009» договорилась о покупке у «Лукойла» 99,6 % акций Одесского нефтеперерабатывающего завода, который простаивал с 2010 года. При осуществлении операции по продаже завода возник ряд проблем, возможно, связанных с использованием кредитных средств; 5 июля 2013 года стало известно, что сделка закрыта. 27 сентября 2013 года Одесский НПЗ был запущен вновь.
В конце марта 2013 года ВЕТЭК приобрела сеть газовых заправок Sparschwein Gas, состоящую из 170 АЗС в Германии. По данным на конец мая 2013 года, сделка позволила группе сосредоточить в своих руках в общей сложности 350 заправок, при этом сама ВЕТЭК оценивала свою долю на рынке сжиженного газа и нефтепродуктов на Украине в 10-20 %, на рынке трейдеров природного газа — в 10-30 %.
В июне 2013 года было объявлено, что ВЕТЭК приобрела один из крупнейших медиахолдингов Украины — UMH group. Группа планировала закрыть сделку в первом квартале 2014 года, однако сделка была закрыта досрочно — 5 ноября 2013 года, после чего ВЕТЭК вступила в право собственности активом. Медиахолдинг обошелся Сергею Курченко, по его собственному признанию, примерно в 340 миллионов долларов. 5 ноября группа компаний ВЕТЭК Сергея Курченко внесла последнюю часть платежа, предусмотренного соглашением о покупке медиа-холдинга. Управлять UMH Group будет специально созданное подразделение ВЕТЭК — компания «ВЕТЭК-Медиа».
После смены власти на Украине в феврале 2014 года, в августе того же года Генеральная прокуратура Украины классифицировала компанию Сергея Курченко ВЕТЭК как преступную организацию. ГПУ установлено, что группа лиц в составе нескольких десятков человек с целью создания преступной организации образовали группу компаний ВЕТЭК, в состав которой входили фиктивные предприятия, а также нелегальный административный аппарат в составе ряда департаментов органов центральной исполнительной власти. Также установлено, что ВЕТЭК с 2009 года по февраль 2014 года на специализированных аукционах сжиженного газа, предназначенного для нужд населения, незаконно заработала более 3 млрд грн.

### Брокбизнесбанк
В июле 2013 года СМИ сообщили о приобретении Курченко украинского Брокбизнесбанка, которым владели братья Александр и Сергей Буряки, выставившие кредитное учреждение на продажу в мае 2013 года. Информация о сделке была подтверждена в августе 2013 года — у прежних владельцев банка осталось в общей сложности менее 20 % акций. В ноябре 2013 года член наблюдательного совета группы ВЕТЭК Борис Тимонькин уточнил, что группа владеет 40 % акций, ещё 40 % находятся в руках четырёх независимых акционеров.
6 ноября 2013 года рейтинговое агентство «Эксперт-Рейтинг» подтвердило кредитный рейтинг Брокбизнесбанку по Национальной шкале на уровне uaAA, согласно которому организация «характеризуется очень высокой работоспособностью по сравнению с другими украинскими заемщиками или долговыми инструментами». На следующий день Курченко сменил состав правления организации.
Согласно комментарию экономиста Валерии Гонтаревой, «„Брокбизнесбанк“ — это большой и некачественный актив. По нашим представлениям, отрицательный капитал этого банка, ещё когда туда заходил Курченко, составлял 3,5 млрд гривен».
В первой половине февраля 2014 года Нацбанк Украины предоставил Брокбизнесбанку рефинансирование в размере 2 млрд гривен.
В конце февраля собеседники издания «Hubs» заявили, что все члены правления банка написали заявления об увольнении, на корреспондентских счетах учреждения практически нет средств, а у руководства банка — плана по его возможному спасению; ходили слухи о введении временной администрации и национализации банка. Сам ВЕТЭК заявил о готовности предпринять «все необходимые шаги для стабилизации работы финансового учреждения».
С 11 июня 2014 года НБУ начал процедуру ликвидации Брокбизнесбанка. В феврале 2015 года Фонд гарантирования вкладов физических лиц приступил к продаже активов «Брокбизнесбанка» на аукционах.

### Приобретение футбольного клуба «Металлист» (Харьков)
Группа компаний «Газ Украина 2009» в декабре 2012 года достигла договорённостей о приобретении футбольного клуба «Металлист» (Харьков) у предпринимателя Александра Ярославского.
После покупки «Металлиста» Сергей Курченко заявил, что целью клуба является участие в Лиге Чемпионов, в течение трёх лет выиграть чемпионат Украины, а за пять лет «Металлист» должен выиграть европейский трофей. Также он заявил, что готов выкупить стадион «Металлист» из коммунальной собственности города Харькова.
При новом владельце «Металлист» в сезоне 2012/2013 впервые в истории выиграл серебро национального чемпионата — до этого он шесть раз подряд завоевывал лишь бронзу. Кроме того, «Металлист» впервые в истории вышел в раунд плей-офф квалификации Лиги чемпионов, однако был отстранен из-за участия в договорном матче чемпионата Украины в сезоне 2007/2008.
7 февраля 2013 собранием акционеров ПАО «ФК Металлист» Сергей Курченко был избран президентом клуба.
В мае 2013 года Курченко объявил о намерении приобрести харьковский стадион «Металлист» за 70 миллионов долларов. В конце августа 2013 года было объявлено о приобретении стадиона за 674,5 миллиона гривен, что по актуальному на тот момент курсу составляло свыше 80 миллионов долларов. Полностью рассчитаться за стадион структуры Сергея Курченко так и не успели — осенью 2013 года сделка была заблокирована из-за судебного иска. В сентябре 2014 года принадлежащая предпринимателю фирма ООО "Спортивный комплекс «Стадион Металлист» подала иск к Харьковскому областному совету с требованием выплатить 110 млн грн за сорванную сделку по приобретению стадиона «Металлист».

### UMH group
Приобретение группой ВЕТЭК медиахолдинга UMH Group было воспринято неоднозначно. Так, главный редактор «Forbes Украина» (входит в UMH group) Владимир Федорин посчитал продажу журнала концом проекта в его нынешнем виде, заявив, что его покупатель преследует одну из трех целей: «заткнуть журналистам рот перед президентскими выборами, обелить собственную репутацию, использовать издание для решения вопросов, не имеющих ничего общего с медиа-бизнесом». Журнал возглавил российский журналист Михаил Котов, ранее работавший главным редактором интернет-издания «Газета. Ru», а также исполнительным директором — главным продюсером в российском информагентстве РИА Новости.
13 ноября 2013 года четырнадцать журналистов Forbes Украина написали заявления об увольнении, объявив причиной ухода «попытки изменить редакционную политику», так как Котов «без объяснения причин» отклонил принятую ранее заявку темы о советниках первого вице-премьера Сергея Арбузова. Сам главред объяснил уход сотрудников недовольством слиянием редакций сайта и журнала, назвав это «обычной управленческой историей». Сам Сергей Курченко ранее заявлял, что у него нет оснований вмешиваться в редакционную политику журнала, и пообещал «чётко выполнять требования и пожелания лицензиата». В конце ноября 2013 СМИ сообщали об интересе ВЕТЭК к российскому Forbes. Эти слухи были опровергнуты российским издателем журнала.
Через несколько недель после закрытия сделки по продаже UMH Group Сергею Курченко, в ноябре 2013 года главный редактор входящего в состав холдинга журнала «Корреспондент» Виталий Сыч покинул издание. Проработавший на своём посту 10 лет журналист и UMH Group не комментировали причины расставания. До конца 2013 года из редакции «Корреспондента» уволилось почти 20 человек, многие из них заявляли о введении цензуры новым топ-менеджментом UMH Group.
6 августа 2015 года UMH group лишилось лицензии на украинское издание Forbes. Причиной этого стали санкции США на владельца Forbes Ukraine — Сергея Курченко.

### После исчезновения из Украины
Зимой 2014 года — по данным МВД Украины, 19 февраля — Сергей Курченко покинул Украину. Сообщалось, что 22 февраля сотрудники КГБ Белоруссии потребовали, чтобы бизнесмен покинул страну. По данным пресс-службы украинской партии «УДАР», белорусский президент Александр Лукашенко в телефонном разговоре с Виталием Кличко сообщил, что Захарченко и Курченко на территории Белоруссии нет. В марте были сообщения о том, что бизнесмен якобы находится в Москве, пытаясь урегулировать отношения с российскими партнерами.
24 февраля 2014 года журналистка Севгиль Мусаева заявила, что обнаружила в центре Киева на паркинге бизнес-центра на Бессарабской площади мусорные баки, доверху заполненные документами ВЕТЭК, предварительно пропущенными через шредер. Сообщалось, что в тот же день компания выехала из киевского офисного центра «Арена», откуда спешно выносили документы, компьютерную технику и личные вещи. Возникали сообщения о том, что московский офис ВЕТЭК пока функционирует, но сотрудники уже ищут новую работу.
24 февраля 2014 года главный тренер футбольного клуба Металлист Мирон Маркевич подал в отставку. «Команда разваливается на глазах, не хочу быть свидетелем этого. У меня другого выхода нет, это тянется уже давно», — заявил Маркевич. С начала зимы футболистам перестали выплачивать заработную плату, а некоторых игроков пришлось сдать в аренду другим командам. 4 апреля 2014 года власти Харькова заявили о возможности отобрать у Курченко стадион «Металлист».
3 марта стало известно, что «Роснефть» обсуждает покупку Одесского НПЗ у ВТБ, которому Курченко передал актив, не имея возможности погасить взятый на покупку завода кредит; Одесский НПЗ был остановлен 25 февраля. Сообщалось, что почти весь топ-менеджмент распущен, на предприятии начата проверка по подозрению в контрабанде нефтепродуктов.
3 марта Фонд гарантирования вкладов физических лиц на основании соответствующего постановления НБУ от 28 февраля решил ввести в Брокбизнесбанке временную администрацию. Также неплатежеспособным был признан другой банк, с которым связывали Курченко (хотя сам бизнесмен эту связь отрицал) — Реал банк.
8 марта 2014 года стало известно о том, что издательский дом Forbes отзывает лицензию на выпуск версии журнала Forbes-Украина у компании UMH Group, принадлежащей миллиардеру Сергею Курченко — одному из лиц, в отношении которого США ввели санкции в связи с событиями на Украине. Представитель Forbes сообщил о том, что издательский дом также покинул Мигель Форбс, член семьи Форбсов, который одобрил передачу лицензии на издание новому владельцу. 22 апреля председатель наблюдательного совета UMH Юрий Ровенский сообщил о возможности подать иск в третейский суд Нью-Йорка, чтобы отстоять права на публикацию издания на Украине и возможность оспорить отзыв лицензии со стороны Forbes Media.
16 апреля 2014 года украинское издание «ЛІГАБізнесІнформ» сообщило, что Курченко ведет переговоры о покупке одной из крупнейших крымских сетей АЗС «Современник», которая насчитывает 35 заправок и является третьей по числу АЗС на полуострове. Эта новость возникла уже после Аннексии Крыма Российской Федерацией, где предположительно и находится предприниматель.
Весной Курченко вместе с «Современником» приобрёл сеть крымских заправок «Лукойл-Украина», с апреля ведутся переговоры о покупке второй по величине крымской сети АЗС ТЭС, имеющей 70 заправок, две нефтебазы, и рассчитанный на перевалку мазута и дизельного топлива перевалочный комплекс в Керчи с резервуарным парком 20 000 тонн. В случае успешного окончания сделки, Сергей Курченко будет владеть 118 заправками — более 25 % розничного рынка нефтепродуктов Крыма.
23 сентября РБК со ссылкой на собственные источники сообщил о создании Сергеем Курченко в Крыму медиахолдинга «Скиф-медиа», объединившего информагентство «Крым Медиа» и ряд печатных и электронных СМИ полуострова. По словам учредителя Андрея Дегтярёва, уже подписан договор с «Теленеделей», а договоры с издательским домом «Коммерсантъ» и «Комсомольской правдой» находятся «в процессе подписания». Часть договоров будет франшизой, часть исключительно дистрибуцией, при этом он отвергает связь с украинским бизнесменом, указывая при этом на крепкие и хорошие отношения с правительством РФ.
В сентябре Сергей Курченко дал в собственном офисе в Москве интервью журналистам РБК, в котором сообщил о планах на ближайшие два года заняться «освоением России и стран СНГ и защитой того, что есть на Украине».
2 октября РБК по итогам собственного расследования сообщил, что в настоящее время активы Курченко объединяет Premier Oil Group, чей головной офис в Москве находится в одном месте с офисом самого предпринимателя. По словам источника издания, причиной ребрендинга стала необходимость дистанцироваться от ВЕТЭК, которое украинские СМИ связывали с интересами семьи Виктора Януковича. Главными активами группы назывались ООО "Торговый дом «Нефтегаз», которое поставляет нефтепродукты внутри России и является крупным поставщиком в Крым, ООО «Премьер Ойл» (поставки топлива на российские АЗС), гонконгская Asiana Global Limited, которая занимается международными трейдинговыми операциями и поставками топлива на Украину. Владельцем ООО «Премьер Ойл» в апреле 2014 года стал ранее работавший в ВЕТЕК гражданин Белоруссии Николай Василевич.
8 октября СБУ сообщило о том, что по их данным Курченко в нарушение украинского законодательства получил гражданство Российской Федерации, на территории которой скрывается от правоохранительных органов Украины.
В конце ноября белградский таблоид Blic сообщил о получении бизнесменом гражданства Сербии по ускоренной процедуре в качестве «иностранца, временно работающего в Сербии». Представитель правительства страны заявил о том, что оно будет аннулировано.
По данным The Insider, по состоянию на 2017 год, проживал на Рублевке, в центре коттеджного посёлка Жуковка XXI.

### Уголовное преследование
6 марта исполняющий обязанности министра внутренних дел Арсен Аваков заявил, что Министерством внутренних дел в результате проведения следственно-оперативных мероприятий разоблачена, по оценке министерства, преступная схема ввоза на территорию Украины и реализации нефтепродуктов группой компаний «Восточноевропейская топливно-энергетическая компания». Потери государственного бюджета Украины за 2012—2013 годы от действия данной схемы составили около 7 млрд гривен.
20 марта 2014 года Генеральная прокуратура Украины объявила Сергея Курченко в розыск по подозрению в совместном с другими лицами хищении имущества государственного предприятия ОАО «Укргаздобыча», по данным ведомства «указанные лица путём совершения противоправных хозяйственных операций купли-продажи сжиженного газа нанесли интересам государства ущерб в особо крупных размерах на общую сумму более 1 млрд гривен». При этом в МВД Украины заявляли о причинении фирмами Курченко ущерба компании «Нафтогаз» в размере $1,6 млрд. 4 апреля 2014 года на сайте МВД Украины фото и данные Сергея Курченко появились в разделе розыска лиц, скрывающихся от прокуратуры. Его разыскивают по подозрению в совершении преступления, предусмотренного ч. 5 с. 191 Уголовного кодекса (присвоение, растрата имущества, совершенные в особо крупных размерах или организованной группой), датой исчезновения указано 19 февраля 2014 года.
31 марта и. о. министра внутренних дел Украины Арсен Аваков сообщил о том, что в рамках расследования деятельности компаний Курченко его ведомство рассматривает вопрос о возвращении государству переданного российскому государственному банку ВТБ Одесского НПЗ.
14 апреля украинское Министерство доходов сообщило о раскрытии ряда теневых схем и наложении ареста на имущество и средства, связанные с Сергеем Курченко, общим объёмом около 1 млрд гривен (700 млн на банковских счетах, нефтегазовый комплекс в Херсоне стоимостью 200 млн). Следователи открыли 7 уголовных расследований в отношении должностных лиц ряда его предприятий.
16 апреля постановлением Печерского суда Киева в качестве меры обеспечения уголовного производства был наложен арест на недвижимое имущество ООО «Всеукраинский промышленный союз» — нефтебазу в Херсоне, принадлежащую Сергею Курченко.
22 апреля было арестовано имущество Одесского НПЗ, который бизнесмен передал российскому банку ВТБ и возможным покупателем которого называют «Роснефть».
По словам главы МВД Украины Арсенa Аваковa, афера Курченко с нефтепродуктами обошлась Украине в 26 млрд гривен только за 2013 год. 19 мая министр заявлил о причастности к ввозу и реализации нефтепродуктов группой компаний Сергея Курченко (ВЕТЭК) бывшего министра доходов и сборов Александра Клименко, сына бывшего генерального прокурора Артема Пшонки и сына бывшего президента страны Александра Януковича. По словам главы МВД, было ввезено на территорию Украины более 5 млн тонн нефтепродуктов, реализованны на сумму свыше 36 млрд гривен, преступный доход составил 7 млрд.
14 августа Хозяйственный суд Киева по иску ООО «Интертрансгрупп» арестовал денежные средства и недвижимое имущество, принадлежащее ООО «Восточно-европейская топливно-энергетическая компания» (ВЕТЭК), «Муйне», «Анкора-торг», «Амадина», «Айнам», «Аминами», «Хиган», «Алконост», "Футбольный клуб «Металлист», «Металлист ФК».
19 августа ГПУ определила ВЕТЭК как преступную организацию, с 2009 года по февраль 2014 года нанёсшая ущерб государству свыше 3 млрд гривен путём реализации подконтрольным предприятиям для собственных коммерческих нужд по заниженным ценам на специализированных аукционах сжиженного газа, предназначенного для нужд населения. В рамках дела по фактам присвоения государственного имущества в особо крупных размерах по признакам преступлений, предусмотренных ч. 5 ст. 191 УК Украины, были привлечены трое бывших заместителей председателей областных государственных администраций Харьковской, Киевской и Черкасской областей.
5 сентября государственная фискальная служба Украины (ГФС) помешала совершить сделку по продаже активов Сергея Курченко на сумму порядка 5 млрд грн (около $396,8 млн). — во время обыска в офисе столичного банка были обнаружены принадлежавшие ему документы и ценные бумаги (в частности акции нефтеперерабатывающего завода, футбольного клуба, стадиона, нескольких банков и страховой компании). В свою очередь Национальная комиссия по ценным бумагам и фондовому рынку по указанию ГФС запретила проводить любые операции с ценными бумагами Курченко.
30 сентября генпрокурор Украины Виталий Ярема сообщил об объявлении Сергея Курченко в международный розыск по линии Интерпола.
8 октября СБУ сообщило, что созданная и руководимая Сергеем Курченко преступная организация нанесла ущерб государству в нефтегазовой и банковской сфере на общую сумму около 5 млрд гривен. Созданная из сотрудников СБУ и ГПУ оперативно-следственная группа формирует доказательную базу относительно противоправной поставки аффилированными с ним компаниями государственным предприятиям НАК «Нафтогаз Украины», ОАО «Укртрансгаз», ПАО "ГАО «Чорноморнафтогаз» оборудования по завышенной стоимости; противоправной реализации сжиженного газа через подконтрольные Курченко коммерческие структуры, заключение фиктивных сделок с ООО «Газ Украины 2020» на поставку нефтепродуктов; присвоение средств рефинансирования Национального банка Украины.
10 сентября 2015 года Печерский районный суд Киева наложил арест на элитную яхту Сергея Курченко Princess 72Y стоимостью в два миллиона евро. В решении суда Курченко фигурирует как «Особа_2». О том, что речь идет именно о нём, понятно из перечня предприятий, указанных как подконтрольные ему — «Газ-2009», «Брокбизнесбанк», «Реал-Банк» и ряд других.
26 сентября отделом по борьбе с организованной преступностью в самопровозглашенной Донецкой Народной Республике «по факту хищения денежных средств было возбуждено уголовное дело по ч. 4 ст. 172 УК ДНР» против одной из аффилированных с Сергеем Курченко структур, деятельность которой была связана с поставками природного газа.
2 октября постановлением Народного Совета сепаратистской ЛНР была создана Временная следственная комиссия Народного Совета ЛНР по расследованию мошеннических действий на территории ЛНР Сергея Курченко и аффилированных с ним структур, первое заседание назначено было 16 октября 2015 года.
9 октября в Народном совете ДНР была создана комиссия по расследованию мошеннической деятельности предпринимателя Сергея Курченко и аффилированных с ним лиц и компаний.
12 октября Печерский районный суд арестовал 14 счетов офшорных компаний Курченко в двух латвийских банках ABLV Bank и Regionala investiciju banka по делу о сжиженном газе.
14 октября жители ДНР вышли на массовый митинг протеста против деятельности украинского олигарха Сергея Курченко. Около десяти тысяч манифестантов собрались возле столичного офиса компании «Донецкоблгаз», контролируемой Курченко.
14 января 2016 года Хозяйственный суд города Киева признал банкротом «Первую независимую биржу» («ПНБ»), принадлежащую Курченко и открыл процедуру ликвидации. Ликвидация сырьевой биржи будет осуществляться на протяжении 12 месяцев (до 14 января 2017 года). Ликвидатором суд назначил Светлану Ковину. Общая сумма требований кредиторов в бирже составляет 2,85 млн грн.
20 января Киевский Хозяйственный суд постановил, входящему в УМХ журналу «Корреспондент» выплатить Укрэксимбанку 190 млн грн и $80 тыс. задолженности в счет кредита ВЭТЕК Медиа Инцест. Кредит на $160 млн был выдан компании Сергея Курченко под залог имущества УМХ в октябре 2013 года под 18,1 % годовых в гривнах и 10,1 % годовых в долларах. Договор поруки между «Корреспондентом» и банком заключен в ноябре 2013 года. В сентябре 2014 года банк потребовал от должника досрочного погашения части долга в размере $50 млн, однако заемщик выплату не осуществил.
11 февраля Приморский районный суд Одессы дал разрешение на передачу движимого имущества Одесского нефтеперерабатывающего завода, а также принадлежащих ООО «Энергия и газ Украина» объектов, на хранение и оперативное управление государству в лице ГП «Укртранснефтепродукт», владельцем которых является Курченко. Об этом говорится в определении суда от 5 февраля, обнародованном в Едином госреестре судебных решений.
15 февраля Печерский районный суд Киева встал на сторону клиента Брокбизнесбанка, который утверждал, что Сергей Курченко и ООО «ВЕТЭК» виновны в банкротстве Брокбизнесбанка и обязал взыскать с них 131,4 миллиона гривен. Как отмечается, речь шла о невыплате депозита на 4,2 млн долларов бывшему народному депутату Николаю Ковзелю.
15 февраля Арбитражный суд Крыма арестовал 49,4 млн рублей (около $650 тыс.) ЗАО Компания Нефтетрейдинг, которая принадлежит украинскому бизнесмену Сергею Курченко, и владеет в Крыму около 40 АЗС. Об этом говорится в решении суда от 15 февраля. Арест наложен по иску о взыскании задолженности ООО Фирма ТЭС, которой владеет крупный крымский предприниматель, бывший глава захваченного Черноморнефтегаза Сергей Бейм.
17 февраля решение Высшего хозяйственного суда было определено, что Минобороны Украины не может забрать у Курченко 12 гектаров земли на побережье Днепра из-за того, что не снесено имение беглого олигарха. В апреле-ноября 2013 года суды обязали ООО «Калина Центр» освободить и вернуть Министерству обороны участок площадью 12 га, расположенной в прибрежной защитной полосе Каневского водохранилища. В конце ноября 2013 суд издал приказ об исполнении решения. Однако на участке есть самовольно построенные объекты, принадлежащие Сергею Курченко. В мае 2014 суд разъяснил, что «Калина Центр» имеет собственный счет снести. И фирма требование не выполняет. Минобороны также отказывается выделять деньги на снос зданий.
В ночь с 15 на 16 марта в подъезде собственного дома был убит помощник главы Луганской народной республики Дмитрий Каргаев. Заказчиком этого преступления правоохранительные органы ЛНР считают Сергея Курченко. После ареста министра топлива, энергетики и угольной промышленности ЛНР Дмитрия Ляпина Каргаев стал финансовой прокладкой между Плотницким и Курченко. До войны Каргаев работал в известной в Луганске сети «Фармация» вместе с Ириной Тейцман, нынешним руководителем аппарата Главы ЛНР. Состоял в тесных отношениях с семьёй Владимира Пристюка, бывшего губернатора Луганской области. В период евромайдана Дмитрий Каргаев скрывался в Киеве. Именно тогда он и начал работать на олигарха Курченко.
22 марта Генеральная прокуратура Украины составила сообщение о подозрении Сергея Курченко в хищении 5,6 млрд гривен Национального банка Украины, Укргазбанка, вкладчиков Брокбизнесбанка и Реал-банка. Этот же день Киевский апелляционный хозяйственный суд принял постановление, признав законными претензии Национального банка Украины по делу о взыскании 82 млн грн с публичного акционерного общества «Брокбизнесбанк». Фактическим владельцем основного пакета ПАО в свое время являлся Сергей Курченко.
11 апреля австрийская прокуратура, которая расследует экономические преступления и случаи коррупции, проводила проверку по подозрению в отмывании денег в отношении главы администрации президента Украины Бориса Ложкина и бизнесмена Сергея Курченко, она завершилась безрезультатно. Речь идет о 130 миллионах евро, переведенных 2013 года оффшорными фирмами Курченко на счета оффшорных фирм Ложкина в Австрии. Отмечается, что за эти средства Курченко, входивший в ближайшее окружение экс-президента Виктора Януковича, купил у нынешнего главы президентской канцелярии Украинский медиа-холдинг, крупнейшим активом которого является журнал «Корреспондент». В 2014 году австрийское подразделение по борьбе с отмыванием денег обратилось в антикоррупционную прокуратуру, указав, что перевод 130 миллионов имеет признаки отмывания средств, полученных незаконным путем. Впрочем, австрийская прокуратура не смогла доказать незаконность операций Ложкина и Курченко. Дело было закрыто из-за отсутствия информации от украинской стороны, которая могла бы указывать на преступление.
11 мая имущество Сергея Курченко арестовано Печерским районным судом Киева по ходатайству старшего следователя. Установлено, что Сергей Курченко владеет квартирой площадью в 239 м², одним машиноместом, 7 нежилыми помещениями и 14 земельными участками в селе Лесное Харьковской области. На данное имущество был наложен арест.
11 мая Глава Национального банка Украины Валерия Гонтарева подала ходатайство о снятии ареста с нефтебазы беглого бизнесмена Сергея Курченко. Однако суд данное ходатайство отклонил. Этот актив выступал обеспечением стабилизационного кредита на 800 млн гривен, выданного «Реал-банку», который ранее входил в бизнес-империю Курченко. Продажа нефтебазы позволила бы НБУ компенсировать невозвращенный заем. Об этом стало известно из определения Приморского суда Одессы от 4 марта, размещенного в Едином реестре судебных решений.
В начале мая Сергей Курченко публично развеял слухи и заявил, что не собирается продавать харьковский ФК «Металлист», так как очень много в него вложил. Но 23 мая 2016 года киевский районный суд города Харькова арестовал имущество футбольного клуба за долги в 4 млн гривен перед коммунальными службами. При этом суд отметил, что средства, которые поступают на счета «Металлиста», перечисляются на счета фиктивных компаний и организаций, а затем разворовываются. То есть, Курченко, потерявший в 2014 г. карманные банки, использует ФК «Металлист» просто как конвертационный центр. Вследствие всего вышеизложенного суд принял решение наложить арест на базу клуба, стадион и другие помещения.
В июле ИД «Популярная пресса», контролируемый «Украинским медиахолдингом» Сергея Курченко и до недавнего времени издававший в России журналы «Теленеделя» и «Футбол», начал процедуру банкротства. Ранее 14 исков на сумму 20 млрд руб. к компаниям ИД подал Украинский экспортно-импортный банк. Издания «Популярной прессы» теперь выпускает компания «ТН-Столица» с российскими собственниками. Арбитражный суд ввел процедуру наблюдения в ООО «ИД „Популярная пресса“», следует из картотеки арбитражных дел. Заявление о банкротстве подало ООО «Арт Мейкер», которое согласилось и финансировать его процедуру на сумму 200 тыс. руб. Издательский дом задолжал «Арт Мейкеру» 350 тыс. руб. за изготовление рекламных материалов, следует из судебных документов.
В сентябре Сергея Курченко обвинили в новом витке напряжения между ДНР, ЛНР и Украиной, которое может повлечь за собой отключение Донбасса от электроэнергии в отопительный период. Ранее СМИ сообщали о том, что Совмин ЛНР выпустил в интересах Курченко секретное решение о направлении средств, конфискованных у Луганского Энергетического Объединения (ЛЭО) в Торговый Дом «Нефтепродукт», аффилированный с Курченко, для оплаты за поставленный природный газ в пользу ПАО «Донецкоблгаз» в сумме порядка 1,6 млрд рублей, при этом текущие сборы в ЛНР за поставленный газ составляют более 90 %, что никак не коррелируется с миллиардами перечисленных рублей. То есть ЛЭО, которая была создана для сбора платежей за электроэнергию перевела практически весь свой капитал в компанию Курченко и теперь один из поставщиков электроэнергии в Луганск в лице Украины требует погашения задолженности.

## Санкции
6 марта 2014 года Евросоюз и Канада объявили, что Курченко числится в списках высокопоставленных украинских чиновников, против которых вводятся финансовые санкции.
30 июля 2015 года внесён в санкционный список США против «приближённых к режиму Януковича» за незаконное присвоение государственных активов и подрыв демократических процессов и институтов в Украине
19 октября 2015 года глава ЛНР Игорь Плотницкий подписал указ о персональных санкциях в отношении Сергея Курченко. Правоохранительные органы самопровозглашённой Луганской Народной Республики предъявили Курченко подозрение в мошенничестве в особо крупном размере и причастности к финансированию операции киевских силовиков в Донбассе, запретив ему въезд в страну. Глава ДНР Александр Захарченко тоже подписал указ о введении санкций в отношении Сергея Курченко и подконтрольных ему компаний «в связи со срывом поставок компаниями Курченко бензина и ГСМ».
В октябре 2018 года Швейцария арестовала счета Курченко на 2 млн.долларов. Сам бизнесмен связывает санкции против него с попыткой отнять его активы.
21 апреля 2022 года, на фоне вторжения России на Украину, Курченко внесен в расширенный санкционный список всех стран Евросоюза. По данным Евросоюза, Курченко «при поддержке пророссийских сепаратистов» взял под свой контроль несколько крупных металлургических, химических и энергетических заводов в Донбассе, а его компания «Газ-Альянс» монополизировала добычу угля в регионе. Он также «извлек выгоду из незаконной схемы экспорта донбасского угля в Россию и Европу вопреки санкциям ЕС» через российские порты, поставлял топливо в Крым и помогал другим компаниям
Также, по аналогичным основаниям, Курченко находится в санкционных списках Великобритании, Японии, Украины, Канады и Швейцарии.

## Связи
По данным СМИ и расследований, является приближённым свергнутого президента Украины Виктора Януковича и его сына Александра Януковича, а также близких к нему молодых чиновников, бывшего Генерального прокурора Украины Виктора Пшонки и его сына Артёма.
В марте 2013 года утверждения о связях бизнеса Курченко с депутатами Верховной Рады и госслужащими официально опровергались. В интервью Курченко также неоднократно заявлял, что не поддерживает личных контактов с приближёнными Виктора Януковича, в частности, незнаком с Александром Януковичем.
По данным журналистских расследований Курченко часто общался с сыном генпрокурора и бизнесменом Артемом Чайкой, с экс-депутатами Верховной рады Еленой Бондаренко и Владимиром Сальдо, а также с переехавшим в Россию украинским олигархом Игорем Бакаем и замминистром промышленности и торговли Георгием Каламановым
По данным The Insider, Курченко стал «главным спонсором» главы девятого («украинского») управления ДОИ ФСБ генерала Владимира Петровского, который отвечал за вербовку украинских политиков перед российским вторжением на Украину и с которым Курченко имеет давние связи.

## Семья
По данным СМИ, супругой является актриса театра Олега Табакова Елена Римаренко. В Москве у Курченко родился сын.
По официальным источникам Курченко Сергей развелся с Еленой Рымаренко 27 Июня 2023 г.